# Sphaerotheca varshaabhu
Sphaerotheca varshaabhu — вид жаб родини Dicroglossidae. Описаний у 2024 році.

## Назва
Назва виду varshaabhu походить від санскритських слів «Varshaa», що означає «дощ», і «bhu» означає «народження». Назва вказує на те, що вид розмножується тільки в сезон дощів.

## Поширення
Ендемік Індії. Мешкає у приміських районах міста Бенгалуру (штат Карнатака на південному заході країни).